# Мовчання — золото (фільм)
«Мовчання — золото» (фр. Le Silence est d'or) — французька комедійна мелодрама 1947 року, поставлена режисером Рене Клером. Фільм став переможцем Міжнародного кінофестивалю у Локарно 1947 року, здобувши приз за Найкращий фільм.

## Сюжет
Початок XX століття. Мосьє Еміль, кінорежисер і старіючий ловелас, намагається вселити молодому другові й помічникові Жаку, що жінок ніколи не можна сприймати серйозно: на його думку, в цьому — головний секрет спокусника. Еміль приймає у себе Мадлен Селестен — доньку єдиної жінки, яку він колись кохав, і єдиної, яка йому не поступилася. Вона вийшла заміж за актора-невдаху, який вже помер. Еміль поселяє Мадлен у себе і всупереч усім своїм принципам закохується в неї. Він знімає її в кіно, оскільки Мадлен вважає себе природженою акторкою.
Повернувшись з місячних військових зборів, Жак випадково знайомиться з Мадлен в омнібусі за рецептом Еміля. Молоді люди проводять вечір разом і закохуються один в одного. Наступного дня Жак, який також випадково знімається в кіно, із здивуванням зустрічає Мадлен на знімальному майданчику у Еміля, де у них повинна бути спільна сцена. Згодом він з'ясовує, що Еміль так дорожить Мадлен, що готовий на ній одружитися. Жак глибоко нещасний: він закоханий не на жарт, але водночас не хоче засмучувати старого друга. Еміль поступається дорогою молодим.

## В ролях
| Моріс Шевальє       | ···· | мосьє Еміль   |
| Дані Робен          | ···· | Люсетт        |
| Марсель Дер'єн      | ···· | Мадлен        |
| Франсуа Пер'є       | ···· | Жак           |
| Крістіана Сертіланж | ···· | Марінетт      |
| Реймон Корді        | ···· | Кучерявий     |
| Робер Пізані        | ···· | мосьє Дюпер'є |

## Визнання
| Нагороди та номінації фільму «Мовчання — золото» | Нагороди та номінації фільму «Мовчання — золото» | Нагороди та номінації фільму «Мовчання — золото» | Нагороди та номінації фільму «Мовчання — золото» | Нагороди та номінації фільму «Мовчання — золото» | Нагороди та номінації фільму «Мовчання — золото» |
| Рік                                              | Кінофестиваль/кінопремія                         | Категорія/нагорода                               | Номінант                                         | Результат                                        |                                                  |
| ------------------------------------------------ | ------------------------------------------------ | ------------------------------------------------ | ------------------------------------------------ | ------------------------------------------------ | ------------------------------------------------ |
| 1947                                             | Міжнародний кінофестиваль у Локарно              | Найкращий фільм                                  | Мовчання — золото                                | Перемога                                         |                                                  |
| 1947                                             | Міжнародний кінофестиваль у Локарно              | Найкращий кінематографіст                        | Рене Клер                                        | Перемога                                         |                                                  |
| 1948                                             | Синдикат французьких кінокритиків                | Найкращий фільм                                  | Мовчання — золото                                | Перемога                                         |                                                  |
| 1952                                             | Спільнота письменників кіно, Іспанія             | Найкращий фільм іноземною мовою                  | Мовчання — золото                                | Перемога                                         |                                                  |